# Barão Ashcombe
Barão Ashcombe, de Dorking, no condado de Surrey e de Castelo Bodiam no condado de Sussex, é um título da nobreza do Reino Unido. Foi criado em 1892 para o conservador político George Cubitt. Ele era o filho do arquiteto Thomas Cubitt. Senhor Ashcombe foi sucedido por seu filho, o segundo Barão. Ele era um conservador membro do Parlamento e também serviu como Lorde tenente de Surrey. A partir de 2007, o título é detido por seu neto, o quarto Baron, que sucedeu seu pai em 1962.
Hon. Rosalind Maud Cubitt, a terceira filha do Barão, foi à mãe de Camila do Reino Unido.
Castelo Bodiam no condado de Sussex foi comprado pelo primeiro Barão, em 1874. No entanto, foi vendido em 1916. O atual Barão Ashcombe reside no Castelo Sudeley.

## Barões Ashcombe (1892)
- George Cubitt, 1.º Barão Ashcombe (1828-1917)
  -  Henry Cubitt, 2.º Barão Ashcombe (1867-1947)
    -  Roland Cubitt, 3.º Barão Ashcombe (1899-1962)
      - Rosalind Maud Cubitt (1921–1994)
        - Camila do Reino Unido (n. 1947)

      -  Edward Henry Cubitt, 4.º Barão Ashcombe (n. 1924-2013)

    - Maj. Hon. Archibald Cubitt (1901–1972)
      - Robin Cubitt (1936–1991)
        -  Mark Edward Cubitt, 5.º Barão Ashcombe (1964-presente)
          - Hon. Richard Robin Alexander Cubitt (n. 1995)